# Andrea Castrignano
Andrea Castrignano (Milano, 24 febbraio 1969) è un designer, conduttore televisivo e blogger italiano.

## Biografia
Andrea Castrignano ha completato gli studi come designer negli Stati Uniti, dove ha anche compiuto le prime esperienze professionali. Nel 1997 ha aperto a Milano uno studio di architettura e progettazione d’interno, nel quale combina progettazione chiavi in mano e consulenza a tutto tondo.
Dal 2009 al 2011 ha condotto insieme a Paola Marella le prime due stagioni della trasmissione Vendo casa disperatamente in onda su Real Time. Dal ottobre 2011 a luglio 2020 è stato protagonista del programma Cambio casa, cambio vita! il documentario in onda in seconda serata su La 5. Dal 2017 al 2020 ha condotto, insieme ad importanti Chef, Aiuto! Arrivano gli ospiti... il primo programma italiano che abbina cibo e progettazione.
Nel 2021, dopo dieci edizioni sul piccolo schermo, la trasmissione di successo dedicata al mondo della programmazione d’interni Cambio Casa, Cambio Vita! è sbarcata sul web con un nuovo programma ancora più coinvolgente e ricco di contenuti.
Autore di tre libri dedicati al mondo dell’interior design, ha creato anche il primo interior design blog Archiviato il 14 agosto 2018 in Internet Archive., una consolidata piattaforma web dedicata al mondo dell’architettura e progettazione d’interno .
Seguitissimo sui social, collabora con numerose aziende di progettazione , ideando e progettando collezioni in esclusiva, di cui segue in prima persona la realizzazione e la messa in produzione.
I suoi progetti sono stati pubblicati sulle riviste AD, Elle, nell'inserto Decor, Interni Magazine e molte altre.

## Vita privata
Nel 2017 si è sposato con Federico Torzo, socio di un importante studio legale.

## Programmi televisivi
- Vendo casa disperatamente, Real time (2009-2011)
- Cambio casa, cambio vita!, La5 (2011-2020)
- Aiuto! Arrivano gli ospiti..., La5 (2017-2021)

## Opere
- 2011 – con Rosa Tessa, Cambia casa con Andrea! (Vallardi).
- 2014 – E tu, di che stile sei? (Vallardi)
- 2014 – Cambio casa, Cambio vita! (Mondadori)